# 후안 안토니오 라바예하
후안 안토니오 라바예하(Juan Antonio Lavalleja, 1784년 6월 24일 - 1853년 10월 22일)는 우루과이의 정치인이자 혁명가이다. 라바예하주는 그의 이름을 따서 만들어졌다.

## 독립 운동
그를 중심으로 한 "33인의 동부인"은 1825년에 브라질로부터 우루과이의 독립을 선언했다. 33인의 동부인의 중심 인물 가운데 하나였던 그의 지도 능력과 인기는 우루과이의 역사에 길이 남을 정도였다. 이후 라바예하는 그를 지지하는 아르헨티나의 도움으로 브라질 제국을 상대로 아르헨티나-브라질 전쟁을 치렀다. 그는 브라질과의 전쟁에서 승리하면서 우루과이를 독립시키는 데에 성공했다.

## 우루과이의 독립 이후
1827년 우루과이가 독립하자, 라바예하는 플루투소 리베라와 우루과이의 대통령직을 놓고 라이벌 관계가 되었다. 리베라의 방해 때문에 우루과이의 대통령이 되지 못한 라바예하는 반란을 일으켰다. 그 이후 1853년 9월 25일에 대통령에 추대되어 10월 22일 죽을 때까지 우루과이의 대통령에 재임했다.

## 역사적 평가
라바예하는 우루과이를 독립시키기 위해 브라질의 페드루 1세 황제에 맞서 싸운 것으로 기억되고 있다. 하지만 대부분의 19세기를 우루과이에서 간헐적인 내전의 문화를 추구하여 반란군으로도 평가되고 있다. 이후 독립 우루과이의 역사에서 가장 중요한 인물 중 하나로 꼽히고 있다.